# Masdevallia amaluzae
Masdevallia amaluzae är en orkidéart som beskrevs av Carlyle August Luer och Malo. Masdevallia amaluzae ingår i släktet Masdevallia och familjen orkidéer. Inga underarter finns listade i Catalogue of Life.